# 陳適中
陳適中（1917年—2012年12月16日），聖名若望，天主教叙府教區第八任正權主教，也是該教區第一位獲梵蒂岡教廷和中華人民共和國政府共同承認的華人主教。

## 生平
若望.陳適中1917年出生于一個天主教家庭，十歲進入宜賓的小修院，1938年於彭州白鹿鎮的聖母領報修院修讀哲學和神學。1947年晉鐸。20世紀50年代和文化大革命期間，先後被捕、判處勞改。文革期間，在宜賓市公路養護段當修路工人，直至1981年平反。陳主教在離世幾個月前向一位教友談到這段經歷時說:“在那段艱苦的歲月裡，他獲得天主的恩寵，寬恕了迫害自己的人。”中國落實宗教政策後陳神父返回拱星街天主堂主持宗教活動。
1985年6月14日被祝聖為宜賓教區正權主教。自1983年以來，他參與設在成都的西南神哲學院重開的準備工作並於1988年任院長，又在其教區開辦修女培訓。翌年，他因病回到教區。在他主教任內曾祝聖了三十多名司鐸。
2012年12月16日於宜賓教區拱星街主教府安息主懷，享年96歲。